# Yutaro Shin
Yutaro Shin (新 裕太朗 Shin Yutaro?, nacido el 11 de marzo de 1990 en Saitama) es un exfutbolista japonés. Jugaba de delantero y su último club fue el Sydney United 58 FC.

## Trayectoria

### Clubes
| Club                | País      | Año         |
| ------------------- | --------- | ----------- |
| Fukushima United FC | Japón     | 2012 - 2014 |
| Azul Claro Numazu   | Japón     | 2015        |
| Sydney United 58 FC | Australia | 2016 - 2017 |

## Estadística de carrera

### J. League
| Club                | Año   | J. League | J. League | Copa J. League | Copa J. League | Total | Total |
| Club                | Año   | Part.     | Goles     | Part.          | Goles          | Part. | Goles |
| ------------------- | ----- | --------- | --------- | -------------- | -------------- | ----- | ----- |
| Fukushima United FC | 2014  | 5         | 0         | -              | -              | 5     | 0     |
| Total               | Total | 5         | 0         | 0              | 0              | 5     | 0     |